# NGC 2202
NGC 2202  là một cụm sao mở trong chòm sao Lạp Hộ. Vật thể được phát hiện vào năm 1825 bởi nhà thiên văn học người Đức gốc Nga Friedrich Georg Wilhelm von Struve.